# The Age of Steel
"The Age of Steel" (KBS 방영 제목: 〈강철 시대〉)는 영국의 SF 드라마 《닥터 후》 시리즈 2의 여섯번째 에피소드이다. 2006년 5월 20일 영국에서 첫방영되었으며, <Silver Nemesis> (1988년) 이후 처음으로 사이버맨을 다루게 되는 이야기의 두번째 파트이다. 첫번째 파트인 "Rise of the Cybermen"는 앞서 2006년 5월 13일에 방영되었다. 10대 닥터로 데이비드 테넌트가, 로즈 타일러로 빌리 파이퍼가, 미키 스미스로 노엘 클라크가 출연하였다.
이 에피소드에서는 평행우주의 런던에서 존 루믹이 전세계 인류를 사이버맨으로 바꾸려는 계획과 닥터, 로즈, 미키가 나서 막으려는 과정을 다룬다. 이들은 미키의 평행우주판 인물이자 저항운동의 리더인 리키와 함께 결전에 나서고, 에피소드 막바지에는 미키가 평행우주에 남기로 결정하며 닥터와 로즈에게 작별인사를 나눈다.
이 에피소드는 드라마가 부활된 이후 처음으로 사이버맨을 내세운 스토리, 그것도 절정 부분에 해당했기에 비교적 호응을 받았다. 영국 시청자평가에서는 86점을 받았다.

## 줄거리
에피소드는 "Rise of the Cybermen"에서 사이버맨들이 닥터, 로즈, 미키, 그리고 '설교자'들을 포위하고 있는 장면으로 문을 연다. 사이버맨들이 이들을 죽이기 직전 닥터가 충전중이었던 타디스 동력세포를 이용해 사이버맨들을 과부하시켜 산산조각낸다. 닥터 일행은 피트 타일러와 함께 탈출에 성공하지만 재키는 저택 안에 갇혀 사이버맨들에게 당하고 만다. 차를 타고 달아나던 중 설교자들은 피트가 루믹의 앞잡이라며 처형 대상이라고 하자, 피트는 루믹에 대한 설교자들의 비밀 정보원인 "제미니"가 바로 자신이라고 밝힌다. 그러면서 자신은 정보기관과 교류하는 줄 알았더니 이건 왠 동네 양아치가 아니냐며 한숨을 쉰다. 한편 존 루믹은 자신의 비행선에서 사이버맨들에게 이어팟 기기를 켜서 런던 사람들을 통제하여 개조 장소로 모조리 이동시키라는 명령을 내린다.
닥터 일행이 런던 시내에 도착하자 발전소 부근에 루믹의 비행선이 떠 있는 모습을 보고 그곳으로 향한다. 그와중에 리키가 미키를 따라가기 위해 펜스를 넘으려던 중 사이버맨에게 죽고 만다. 발전소를 둘러보던 닥터는 비행선에 자리한 이어팟 전송기를 파괴해야 한다는 것을 알아낸다. 미키와 제이크가 비행선 위에 오르기로 하고 피트와 로즈는 가짜 이어팟을 끼고 다른 사람들 행렬에 따라간다. 그리고 닥터와 무어 여사는 루믹을 찾으러 떠난다. 하지만 피트와 로즈는 줄을 서 있다가 이미 사이버맨으로 개조되어버린 재키가 알아보고 잡히고 만다. 한편 무어 여사와 닥터는 사이버맨 하나를 제압하고 살펴보는데, 각각의 사이버맨마다 인간의 면모가 되살아나는 일이 없도록 막는 감정 억제장치가 몸속에 끼워져 있음을 알게 된다. 닥터는 그러고선 억제장치의 신호를 무력화시키면 사이버맨들은 자신이 지금 어떻게 변했는지 깨닫게 되어 자아분열에 이를 테고, 결국엔 모든 사이버맨들을 죽일 수 있다는 사실을 알아낸다. 그때 갑자기 뒤에서 덮친 사이버맨에게 무어 여사가 죽고, 닥터더러는 분석이 필요하다며 어디론가 따라오라고 한다.
루믹의 방에서 닥터는 사이버맨이 피트와 로즈를 사로잡은 것을 발견하고 루믹이 사이버 컨트롤러로 강제 변환되어 있는 모습을 마주한다. 한편 비행선에 잠입한 미키와 제이크는 자신들에게 다가오는 사이버맨을 유도해 송신기의 전력을 파괴, 무력화시키는데 성공한다. 정신이 통제된 채 개조 공장 안으로 들어가던 사람들은 갑자기 신호가 끊기자 무아지경이 된다. 그리고 위에 달린 사이버맨 개조 기기를 보고서는 공포에 질린 채 하나둘씩 공장을 빠져나간다.닥터는 루믹에게 개조를 멈추라며 설득하지만 루믹은 사이버맨의 힘으로 인류를 쉽게 정복할 것이라고 말한다. 닥터는 루믹의 방에 있는 감시카메라를 통해 비행선에서 상황을 지켜보던 미키에게 감정억제 해제 암호를 찾으라는 미묘한 메시지를 전달한다. 미키는 컴퓨터로 암호를 검색해 로즈의 휴대폰으로 전송한다. 닥터가 휴대폰을 건네받고 컴퓨터 시스템에 꽂아넣자, 감정억제 신호가 끊기고 사이버맨 군대가 혼돈에 빠진다. 죽어가는 사이버맨들과 함께 개조 시설도 화염에 휩싸이자 닥터 일행은 루믹을 죽게 놔두고 비행선으로 올라 탈출한다. 그러나 루믹이 비행선까지 따라오자 피트가 닥터의 소닉 스크류드라이버를 써서 사다리를 자르고, 루믹은 거꾸러져 공장에서 내뿜는 폭발과 함께 죽음을 맞이한다.

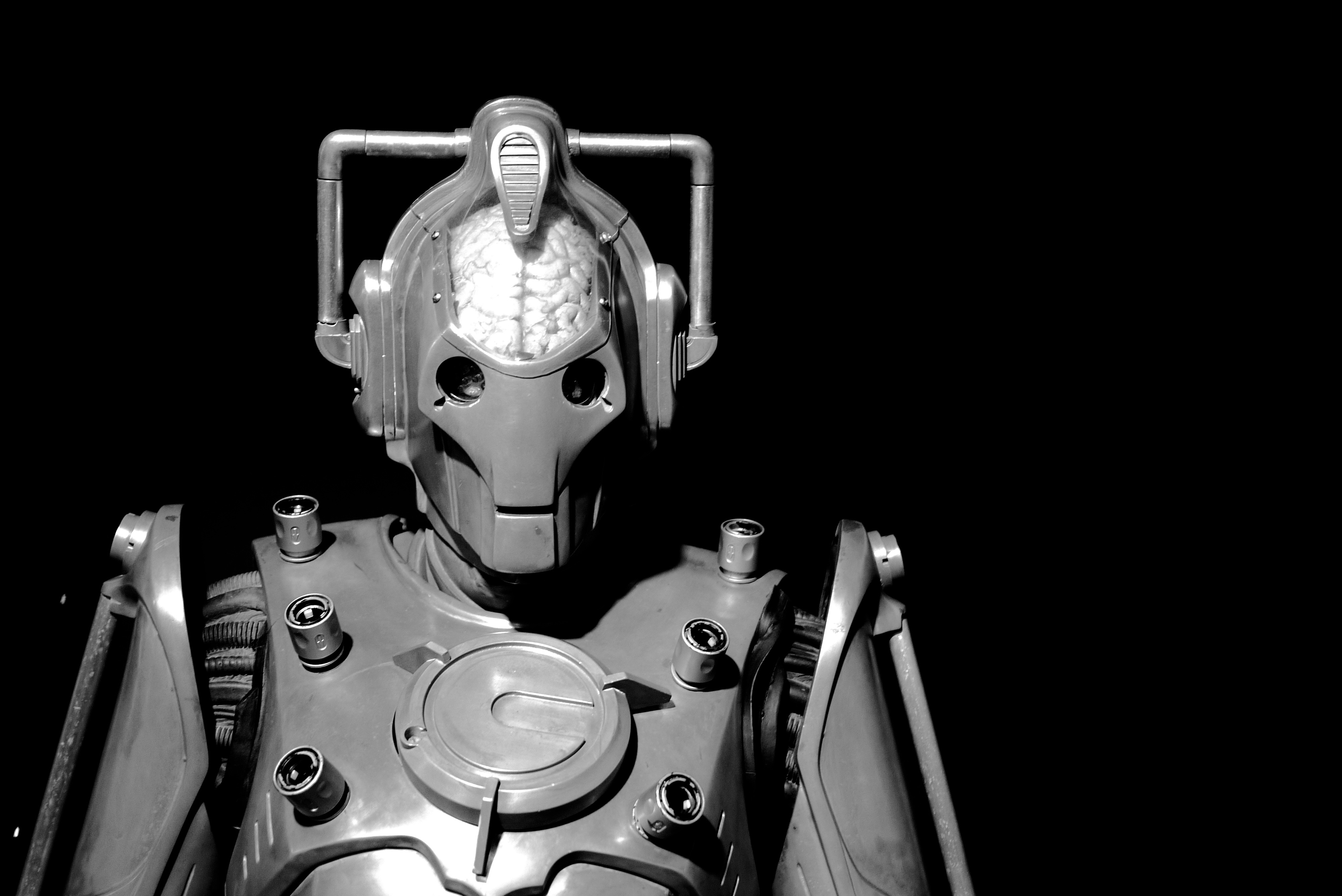
사이버 컨트롤러

닥터, 로즈, 미키는 제이크와 피트와 함께 죽어버린 타디스로 돌아온다. 닥터가 충전된 동력세포를 타디스 내부에 꽂아넣자 타디스가 되살아난다. 로즈는 피트에게 자신이 평행우주에서 온 딸이라고 밝힌다. 말로 못할 감정에 휩싸인 피트는 같이 타디스에 오르자는 로즈의 권유를 거절한 채 발길을 돌리고, 로즈도 울음을 터뜨린다. 그리고 로즈에게 더 이상 자신은 필요하지 않다고 느낀 미키는 평행우주에 남아 리키의 할머니를 모시고, 설교자의 일원으로서 남아있는 사이버맨을 퇴치하겠다고 마음먹고 로즈와 작별인사로 인연을 끝낸다. 타디스가 떠나자 미키와 제이크는 파리의 사이버스 공장을 파괴할 계획을 세우며 어디론가 간다.

### 다른 에피소드와의 연관성
루믹이 쓰는 "완벽해!" (Excellent!)라는 말은 옛날에 사이버맨이 자주 쓰던 표현으로, 4대 닥터 시절의 <Revenge of the Cybermen>에서 처음 등장한다. 닥터가 자신의 우주에서 사이버맨이 있다고 말한 것은 평행우주에 사이버스 사이버맨이 있다고 해서, 사이버맨이라는 종족의 기원은 <The Tenth Planet>에서 처음 등장한 몬다스 사이버맨이라는 설정을 없애는 것은 아님을 확인해준다. 사이버스 사이버맨은 시즌2 마지막화 "Army of Ghosts"/"Doomsday"에서도 다시 등장한다. 에피소드에서 등장하는 사이버 컨트롤러는 사실 올드 시즌의 <The Tomb of the Cybermen>에서 처음 등장해 <Attack of the Cybermen>에서 다시 등장한 바 있으며, 머리가 큼직하게 생긴 다른 모습의 디자인이다. 로즈는 사이버맨의 머리를 밴 스태튼의 박물관에서 본 적이 있다고 언급하는데, 9대 닥터의 <Dalek>에서 벌어진 이야기이다.
작중에서 미키는 자신이 깡통 개와 다름없다며 화를 내는데, 닥터의 옛 동행자였던 K-9을 염두에 둔 부분이다. "School Reunion"에서 미키는 닥터와 로즈가 모험을 떠나는 동안 자기도 집에서 얼마나 도움을 줬느냐면서, 더 이상 "깡통 개"는 되기 싫다며 타디스 일원으로 합류하겠다고 말한다. 닥터가 미키에게 작별인사를 고할 때 미키에게 장난으로 "멍청이 미키"라고 부르는데, 이는 9대 닥터가 "World War Three"에서 미키에서 붙였던 별명이기도 하다. 또 닥터는 루믹의 방에서 "멍청이"라는 단어를 반복해 미키의 주의를 끄기도 한다. 미키는 제이크에게 자신이 커다란 노랑 트럭으로 세상을 구한 적이 있다고 말하는데, "The Parting of the Ways"에서 미키가 타디스의 심장을 트럭으로 끌어 열어서, 로즈가 미래로 돌아가 달렉들을 물리치게 한 것을 가리킨다.
닥터는 사이버스 공장에 잠입하기 전 공격 방향을 "공중, 지상, 지하"로 가리킨다. 이는 <The Five Doctors>에서 2대 닥터가 고대 갈리프레이의 전래동요를 읊으면서 라실론의 무덤으로 들어가는 세 개의 입구를 "공중, 지상, 지하"라고 한 것과 같다.

### 리뷰
- (영어) 〈The Age of Steel〉   - 아웃포스트 갈리프레이 리뷰
- (영어) 〈Rise of the Cybermen" / "The Age of Steel〉   - 아웃포스트 갈리프레이 리뷰
- (영어) "The Age of Steel"  리뷰 - The Doctor Who Ratings Guide
- (영어) "Rise of the Cybermen" / "The Age of Steel"  리뷰 - The Doctor Who Ratings Guide